# ديفيد بارنهيل
ديفيد بارنهيل (بالإنجليزية: David Barnhill)‏ هو لاعب دوري الرغبي أسترالي، ولد في 8 يونيو 1969 في واجا واجا في أستراليا.